# Grèges
Grèges is een gemeente in het Franse departement Seine-Maritime (regio Normandië) en telt 790 inwoners (2005). De plaats maakt deel uit van het arrondissement Dieppe.

## Geografie
De oppervlakte van Grèges bedraagt 3,1 km², de bevolkingsdichtheid is 254,8 inwoners per km².
De onderstaande kaart toont de ligging van Grèges met de belangrijkste infrastructuur en aangrenzende gemeenten.

## Demografie
Onderstaande figuur toont het verloop van het inwonertal (bron: INSEE-tellingen).